# Про вбивство — на першу шпальту
«Про вбивство — на першу шпальту» (італ. Sbatti il mostro in prima pagina) — італійський кінофільм режисера Марко Беллокйо, що вийшов на екрани в 1972 році.

## Сюжет
Напередодні чергових парламентських виборів країну захльостує політична нестабільність. Ліві і праві партії звинувачують одна одну в усіх смертних гріхах, а на вулицях Мілана щодня відбуваються зіткнення радикальної молоді з поліцією. Найактивнішу участь у подіях бере проурядова газета «Джорнале», редактор якої Бідзанті майстерно маніпулює громадською думкою, замовчуючи про ті чи інші факти або подаючи їх під потрібним кутом зору. Коли в околицях міста знаходять труп зґвалтованої й убитої Марії Грації, юної дочки впливового діяча професора медицини Мартіні, Бідзанті бачить в цьому чудовий шанс, який можна використовувати в своїх цілях. Він підключається до розслідування справи і вміло направляючи поліцію за потрібним слідом, нав'язує думку, що злочин з одним із лідерів лівої молодіжної групи…

## У ролях
- Джан Марія Волонте — Бідзанті, редактор газети
- Фабіо Гарріба — Роведа
- Лаура Бетті — Рита Дзігай
- Джон Стайнер — Монтеллі, власник газети
- Коррадо Соларі — Маріо Боні
- Сільвія Крамар — Марія Грація Мартіні
- Массімо Патроні — шкільний сторож
- Жак Ерлен — Лаурі
- Джанні Соларо — Італо Мартіні, батько Марії Грації
- Карла Тато — дружина Бідзанті
- Енріко ДіМарко — комісар поліції